# Kongens Fodregiment

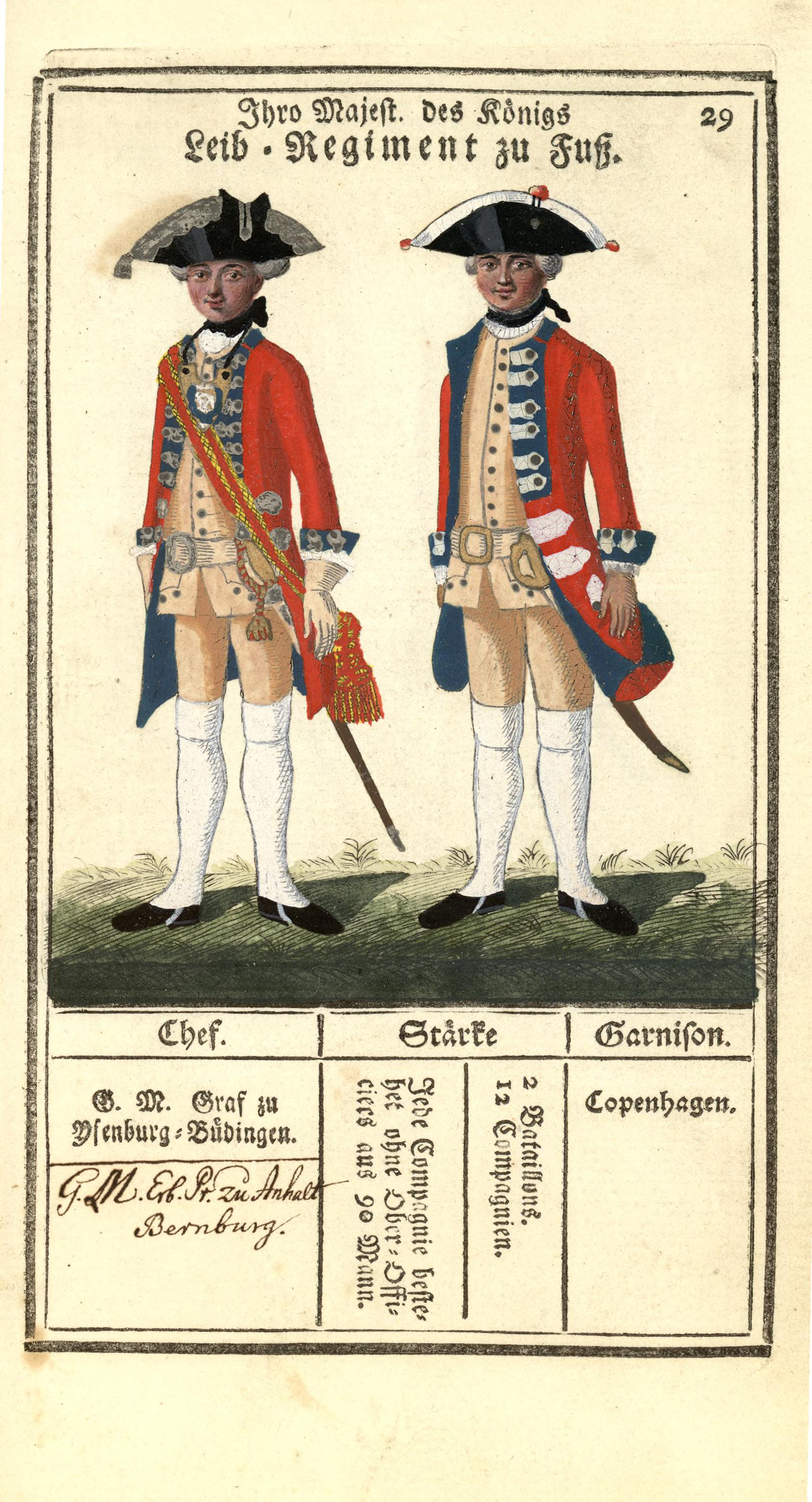
Kongens Livregiments uniformer omkring 1760 till 1761.

Kongens Fodregiment (på svenska: Konungens infanteriregemente), var ett danskt infanteriregemente som var verksamt under olika namn mellan 1657 och 1961.

## Historia
Regementet upprättades den 29 april 1657 av Eggerich Johann Lübbe på order från Fredrik III. Enligt dåtida tradition döptes regementena efter deras befälhavare och regementet hade därför namnet Lübbes Regiment, men gick även under smeknamnet Det sorte Regiment. Regementet hade garnisoner i Glückstadt och Krempe. Under Karl X Gustavs första danska krig fick regementet i order att rycka in i den dåvarande svenska provinsen Bremen varefter man den 16 juni 1657 korsade floden Elbe och belägrade och senare intog fästningen Bremerförde. Efter att freden från Karl X Gustavs andra danska krig slöts i maj 1660, förflyttades regementet i augusti samma år till Köpenhamn.
Regementet deltog i Skånska kriget, då under namnet Weyhers Regiment efter överste Adam Weyher, och deltog i intagandet av Wismars fästning den 13 december 1675. Året därefter överfördes regementet till Skåne och deltog i erövringarna av Landskrona och Kristianstad, där regementet särskilt utmärker sig under den senare. Efter befälhavaren Weyhers död en 14 oktober 1676 byter regementet namn till Prins Frederiks Regiment. Vid slaget vid Lund den 4 december samma år blir regementet i det närmaste utplånat. Resterna av regementet skeppades tillbaka till Själland, men året därefter återfördes det till Skåne där det deltog i stormningen av Malmö och senare slaget vid Landskrona. Efter fredsslutet 1679 flyttades regementets förläggningsort till Nyborg.
Under perioden 1689 till 1709 hyrde den danske kungen ut stora delar av den danska armén till olika krigsskådeplatser på kontinenten. Under Pfalziska tronföljdskriget var regementet från 1689 till 1692 förlagt på Irland som en del av den engelska kungens fälttåg under det Vilhelmska kriget på Irland. År 1692 förflyttades regementet till krigsskådeplatsen i Flandern, där det kom att delta i flera slag, bland annat slagen vid Steenkerke och Neerwinden. Regementet återvände hem 1697, men redan 1702 skickades det iväg att delta i Spanska tronföljdskriget. När den danska kungen Fredrik IV beslutade sig för att åter bege sig in i Stora nordiska kriget kallades regementet, nu benämnt Prins Christians Regiment, hem för att delta i det danska försöket att återta Skånelandskapen. Fälttåget slutade i det katastrofala nederlaget vid Slaget vid Helsingborg, där regementet blev i det närmaste utplånat med över 500 man döda och 400 man tillfångatagna.
Efter Stora nordiska kriget följde en lugnt period på över 80 år. Under Napoleonkrigen var regementet en del av garnisonen i Köpenhamn och försvarade staden under den engelska belägringen år 1807 och deltog i ett flertal utfall mot de engelska trupperna. Den 20 augusti mot de engelska batterierna vid Svanemøllen på Østerbro, den 25 augusti vid Assitens kyrkogård och den 30 augusti i det större utfallet vid Classens Have. Regementet hade sedan 1764 kallats det Norske Livregiment til Fods, men då Danmark efter kriget förlorade Norge till Sverige döptes det 1819 om till 2. Livregiment til Fods. I och med Hærloven af 1842 upphävdes regementsindelningen i Danmark och dessa ersattes istället av bataljoner. De gamla regementsfanorna ersattes med Dannebrogen och alla enheter fick liknande uniformer. 2. Livregiment til Fods bytte således det året namn till 2. Linie-Infanteri-Bataillon. Som sådant kom förbandet att 1848 till 1851 delta i Slesvig-holsteinska kriget, bland annat i slagen vid Bov, Fredericia och Isted. Under Dansk-tyska kriget 1864 deltog förbandet, nu åter ett regemente vid namn 2. Infanteriregiment, vid utrymningen av Dannevirke och Slaget vid Dybbøl. Efter kriget blev regementet 1865 åter en bataljon under namnet 2. Infanteribataillon för att redan 1867 byta namn till 2. Bataillon.
Under första världskriget var bataljonen en del av styrkorna avsatta för Köpenhamns försvar och efter kriget bytte förbandet förläggningsort till Tønder. Förbandet var under ett par år under andra världskriget upplöst efter den tyska ockupationsmakten avväpnande av den danska försvarsmakten den 29 augusti 1943. Förbandet återuppsattes efter krigsslutet. Efter Danmarks medlemskap i Nato genomfördes en omfattande ny försvarsordning i vilken förbandet den 10 november 1951 fördes in i 7. Regiment (Jyske Fodregiment) som dettas första bataljon. Förbandets historia, traditioner och fana övertogs av 9. Regiment, vilket även benämndes Kongens Fodregiment. Den 1 november 1961 slogs Kongens Fodregiment och Jyske Fodregiment samman och fick namnet Kongens Jyske Fodregiment.

## Förbandschefer
| - Eckerich Johann Lübbes, 1657–1661 - Henrik Rüse, 1661–1673 - Adam Weyher, 1673–1676 - Thomas Meldrum, 1676–1684 - Frederik Moritz Tecklenburg, 1684–1686 - Otto Henrik Rantzau, 1686–1690 - Palle Kragh, 1690–1703 - Lorentz Boiset, 1703–1706 - Frederik Christian Bjelke, 1706–1708 - Johann Dietrich von Lattorff, 1708–1710 - Rudolph Biegen, 1710–1719 - Johan Christoph Reventlow, 1719–1737 - Wolfgang Ernst Paurenfeind, 1737–1749 | - Frederik Ludvig Danneskiold-Laurvig, 1749–1753 - Gustav Friedrich von Isenburg-Büdingen, 1753–1762 - Frederik Albrecht av Anhalt-Bernburg, 1762–1764 - Fredrik av Hessen-Kassel, 1764–1765 - F. L. Arenstorff, 1765–1772 - C. J. C. Bessel, 1772–1789 - C. Holten, 1789–1795 - C. D. Michaelsen, 1795–1802 - H. Hornemann, 1802–1805 - C. F. Beck, 1805–1810 - D. C. Lorenz, 1810–1818 - Frederik Vilhelm av Hessen-Philippsthal-Barchfeld, 1818–1823 - J. H. Hegermann-Lindencrone, 1823–1842 | - F. R. H. Bülow, 1842–1848 - Major Ernst, 1848 - V. A. G. Hindenburg, 1848–1864 - C. V. L. Dreyer, 1864 - C. A. J. Olufsen, 1864–1873 - F. C. G. Schøller, 1873–1880 - B. F. J. Thorkelin, 1880–1886 - C. F. F. E. Tuxen, 1886–1889 - baron E. E. Schaffalitzky de Muckadell, 1889–1895 - C. W. Christensen, 1895–1897 - P. M. Herbst, 1897–1899 - August Peder Tuxen, 1899–1906 - M. J. Sand, 1906–? |

Källa: Wadschier